# 泰晤士小镇

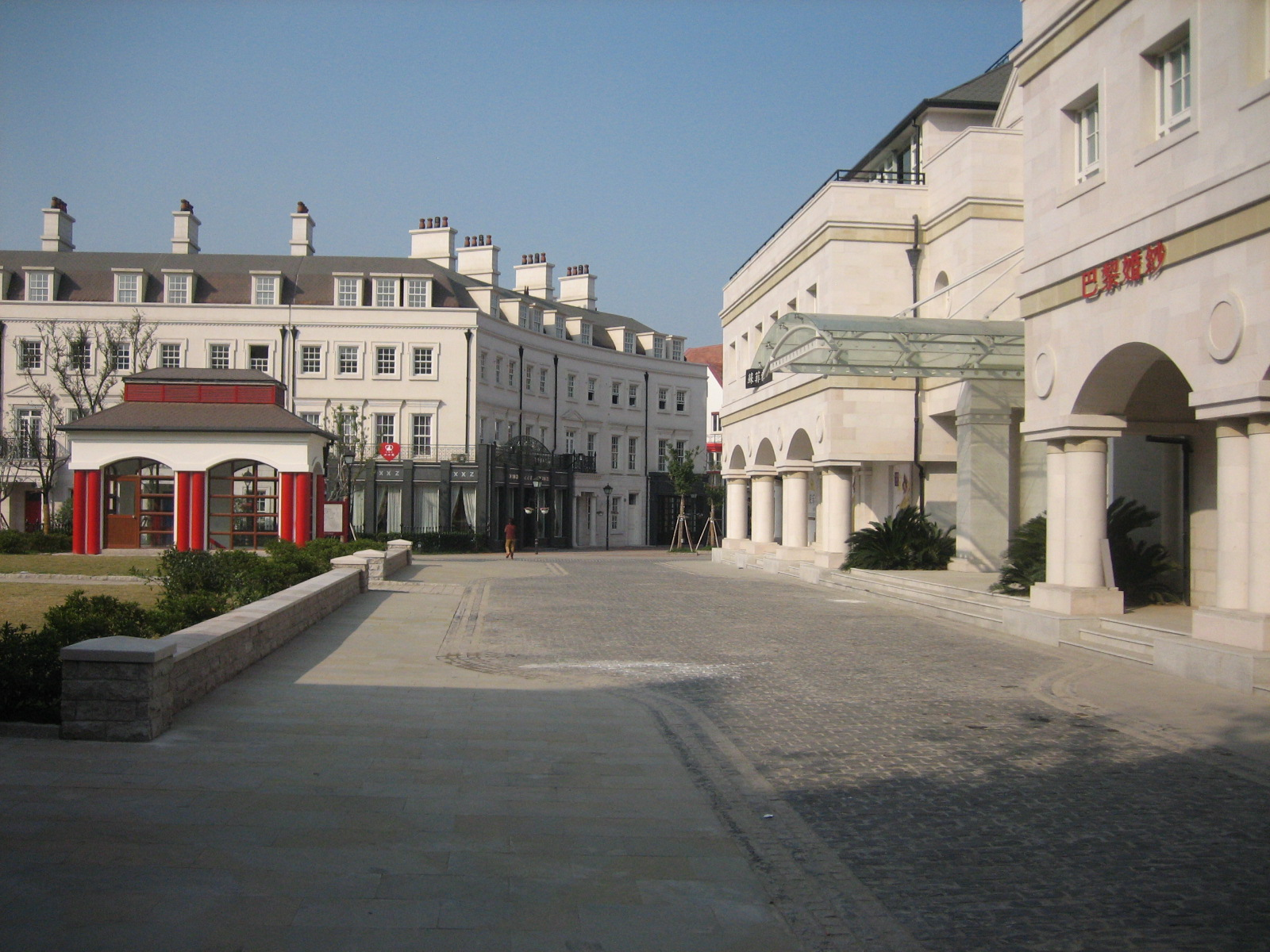
泰晤士小镇主广场

泰晤士小镇（英語：Thames Town）是中国上海市松江区的一座新市镇，離市中心约30（19英里）。它的名字来自英国伦敦的泰晤士河。它的建筑风格以古典英式集镇风格为主题。在这里有铺有大卵石的街道、维多利亚王朝风格的联排屋以及街头小店。

## 历史
泰晤士小镇是松江区松江新城的一部分。小镇距上海地铁9号线松江新城站4（2.5英里）。G60沪昆高速公路，即之前的“沪杭高速公路”，从它的南部经过。
尽管松江区是一个古老的辖区，它的建立比上海县的建立还早得多，然而松江新城却是一个新建住宅区，被计划来将人口从上海市中心引到这里。在这座新城中，建造泰晤士小镇的目标之一就是为毗连的松江大学城的那些新建的大学的工作人员们提供住处。这些新建住宅区是“一城九镇”提议的一部分。这一提议是在2001年被上海城市规划委员会通过的。这一方针在第十个五年计划期间（2001－2005）持续实施。这一方针中的“一城”便是松江新城，而英式主题被用于了其中的泰晤士小镇。这一方针中的“九镇”被选在了上海的其他的各个郊区，并且每一个地方也都被赋予了它们自己的主题。迄今，被使用的其他西方主题是斯堪的纳维亚式、意大利式、西班牙式、加拿大式、荷兰式以及德式。
阿特金斯建筑公司曾负责规划松江新城和设计泰晤士小镇。小镇主要的开发者是上海松江新城建设发展有限公司和上海恒和置业有限公司。泰晤士小镇于2006年竣工，占地面积1平方公里，计划容纳人口10000人。建造耗费50亿元人民币。

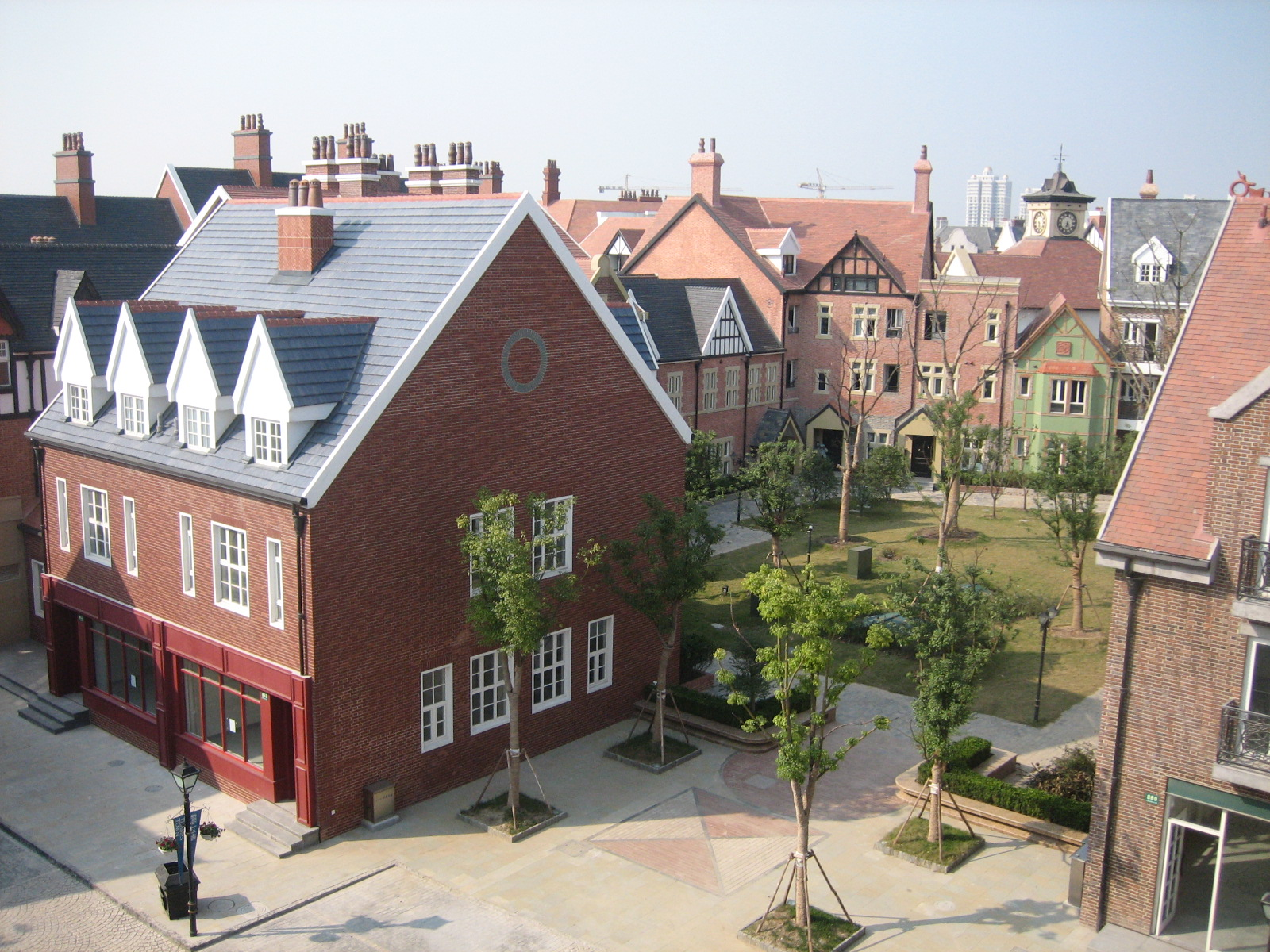
英式集市城镇风格的模仿

泰晤士小镇主要由低密度的、单家庭的住宅构成，而这些住宅建筑中，商场和社区设施则极为少。尽管这些房屋被卖得很快，然而大多数的购买者是相对富裕的人。他们购买这些房屋以作为投资或别居。因此，房价也涨到了很高的等级。房屋拥有者中，将房屋作为永久性居所的人所占比例很低，而《商业内幕》将之描述为一座“事实上的鬼城”。不过，一座类似的英伦风的镇子也被规划在了北京附近。
泰晤士小镇的一些建筑物是直接从能在英格兰被找到的一些建筑物复制而来的。这包括教堂（原型为布里斯托尔的克利夫顿丘陵地的基督教堂）、英式酒馆与炸鱼加炸薯条店（复制自多塞特的莱姆里吉斯的建筑物），以及切斯特的十字架。这个小镇已成为了婚纱摄影的一个非常流行的地点，而美丽如画的教堂与主广场常常被用作其背景。